# Françoise Bertrand
 (septembre 2014).
Si vous disposez d'ouvrages ou d'articles de référence ou si vous connaissez des sites web de qualité traitant du thème abordé ici, merci de compléter l'article en donnant les références utiles à sa vérifiabilité et en les liant à la section « Notes et références ».
Françoise Bertrand, née en 1948, est une personnalité du monde des affaires québécoise. Elle est présidente-directrice générale de la Fédération des chambres de commerce du Québec de commerce depuis 2003.

## Biographie
Françoise Bertrand possède plus de trente années d’expérience à la tête d’importantes organisations. 
Diplômée en sociologie de l’Université de Montréal et détentrice d’une maîtrise en études environnementales de l’Université d'York à Toronto, de 1980 à 1988, elle effectue une carrière de gestionnaire de haut niveau à l’Université du Québec à Montréal où elle exerce diverses fonctions, dont celle de doyenne à la gestion des ressources.
Par la suite, elle devient la première femme présidente-directrice générale de la Société de radio-télévision du Québec - aujourd’hui connue sous le nom de Télé-Québec - où elle est responsable de recentrer la mission de l’organisation pour allier qualité de la programmation et performance financière, ce qui a contribué à jouer un rôle de premier plan dans le paysage médiatique du Québec. 
Après un court passage chez KPMG, Françoise Bertrand devient en 1996 encore la première femme à accéder au poste de présidente du Conseil de la radiodiffusion et des télécommunications canadiennes, le CRTC. À ce titre, elle a orienté le secteur de la radiodiffusion et des télécommunications vers une plus grande convergence, permis la consolidation des entreprises et ouvert le secteur de la téléphonie à la concurrence.
En 2001, elle quitte le CRTC et devient associée du Groupe SECOR pendant 3 ans. Ce retour à la consultation lui permet d’offrir son expertise en conseil stratégique à de nombreux dirigeants et conseils d’administration d’entreprises œuvrant dans le domaine des communications, des médias et du divertissement à Montréal, Toronto ainsi qu’à Paris.
Depuis 2003, elle dirige, à titre de présidente-directrice générale, la Fédération des chambres de commerce du Québec (FCCQ), le plus important réseau de gens d’affaires et d’entreprises au Québec qui, grâce à un vaste réseau de plus de 150 chambres de commerce, représente 60,000 entreprises et 100,000 gens d’affaires exerçant leurs activités dans tous les secteurs de l’économie sur l’ensemble du territoire québécois.
Tout au long de sa carrière, Françoise Bertrand a siégé à de nombreux conseils d’administration pour différents organismes. Elle fut pendant onze ans membre du Conseil de Québecor Inc. et en a assumé la présidence de 2011 à 2014. À partir de l’été 2014, elle est membre du conseil de l’Université Concordia et également membre du conseil des Valeurs mobilières de Desjardins. Elle est également membre du conseil de la CSST et membre du conseil de la CPMT. Elle est diplômée du programme de perfectionnement des administrateurs du Rotman School of Management. De plus, elle donne son appui à de nombreuses causes. 
Françoise Bertrand est récipiendaire de nombreux prix et distinctions dont les insignes de Chevalier de la Légion d’honneur reçues en France en 2001. En 2007, elle accède également au prestigieux Canada’s Most Powerful Women : Top 100 du Réseau des femmes exécutives (RFE) qui la reconnaît comme l’une des femmes les plus influentes du pays. En 2008, elle reçoit la plus haute distinction décernée par le gouvernement du Québec : l’insigne de Chevalier de l’Ordre national du Québec (ONQ). Toujours en 2008, Wilfrid Souchière et Françoise Bertrand publie un livre, intitulé " L'analyse de la pratique, une pratique qui soutient l'acte d'accompagnement!", dans lequel celle-ci développe son analyse.
En 2013, elle reçoit un doctorat honoris causa de l’Université Concordia pour l’ensemble de sa carrière, le Prix Femmes d’affaires du Québec dans la catégorie Gestionnaire-dirigeante d’OSBL ainsi que le titre de Fellow décerné par l’Ordre des administrateurs agréés du Québec. De plus, en 2013, elle est nommée à titre d’officier, la plus haute distinction décernée par le gouvernement du Canada : l’Ordre du Canada. 

## Conseils d’administration
Tout au long de sa carrière, Françoise Bertrand a siégé à de nombreux conseils d’administration pour différents organismes. Elle est actuellement présidente du conseil d’administration de Québecor, et membre de la Commission de la santé et de la sécurité du travail (CSST) et de la FIDEC. Elle est également membre de l’Ordre des administrateurs agréés et diplômée du 8e programme de perfectionnement des administrateurs.  De plus, elle donne son appui à de nombreuses causes telles l’Orchestre symphonique de Montréal et l’IRCM.

## Prix et distinctions
Françoise Bertrand est récipiendaire de nombreux prix et distinctions dont les insignes de Chevalier de la Légion d’honneur reçues en France en 2001. En 2007, elle accède également au prestigieux Canada’s Most Powerful Women  : Top 100 du Réseau des femmes exécutives (RFE) qui la reconnaît comme l’une des femmes les plus influentes du pays. En 2008, elle reçoit la plus haute distinction décernée par le gouvernement du Québec  : l’insigne de Chevalier de l’Ordre national du Québec (ONQ). En juin 2013, elle reçoit un doctorat honoris causa de l’Université Concordia pour l’ensemble de sa carrière ainsi que la nomination d’Officier de l’Ordre du Canada.
Elle fut aussi nommée Officière de l’Ordre du Canada pour « sa contribution au domaine de la gouvernance d'entreprise à titre d'administratrice et de modèle pour les femmes ». 